# Luces de Hessdalen
Las Luces de Hessdalen son un fenómeno luminoso inexplicado en el valle de Hessdalen, en Noruega.
Estas luces son bien conocidas y han sido registradas y estudiadas por los físicos. Una posible explicación atribuye el fenómeno a un proceso de combustión en contacto con el aire por parte de nubes de polvo que contienen escandio, uno de los elementos químicos pertenecientes a las llamadas tierras raras que hay en el suelo del valle. Algunas de estas luces son identificadas como de aviones, faros de automóvil, objetos celestes o fenómenos paranormales.